# رایان لنس
رایان لنس (به انگلیسی: Ryan Lance) مدیر ارشد اجرایی و تاجر آمریکایی است. وی هم‌اکنون به‌عنوان رییس هیئت مدیره و مدیر عامل اجرایی کونوکو فیلیپس فعالیت می‌کند.
او مدرک کارشناسی‌اش را در رشته مهندسی نفت، از دانشگاه مونتانا اخذ نموده است. رایان لنس، در سال ۱۹۸۴ فعالیت حرفه‌ای خود را، با شرکت آرکو آلاسکا آغاز کرد. 
در سال ۱۹۸۹، به مرکز عملیاتی آرکو در بیکرزفیلد، کالیفرنیا نقل مکان کرد. در ۱۹۹۶ به شرکت آموکو و سپس برای مدت کوتاهی به بی‌پی پیوست. در سال ۱۹۹۸، بار دیگر به آرکو بازگشت و به‌عنوان معاون مدیرعامل شرکت آرکو آلاسکا منصوب شد.
در سال ۲۰۰۱، او به عنوان مدیرکل عملیات لوور ۴۸، شرکت نفت فیلیپس انتخاب شد. لنس از ماه مه ۲۰۱۲ رییس هیئت مدیره و مدیر عامل شرکت کونوکو فیلیپس می‌باشد. 
وی یکی از اعضای هیئت رییسه اسپیندل‌تاپ اینترنشنال، انیستوی نفت آمریکا، انجمن مستقل نفت آمریکا و انجمن مهندسی نفت است. لنس همچنین عضو هیئت علمی دانشگاه مونتانا می‌باشد.